# Galaktóz
A galaktóz (Gal) egy monoszacharid, amely kevésbé édes, mint a glükóz, és kevésbé vízoldékony. A növény- és az állatvilágban is megtalálható kötött állapotban, elterjedt. A galaktóz polimereit galaktánoknak nevezik; a hemicellulózban találhatóak, és hidrolízissel galaktózzá alakíthatók. Galaktóztartalmú poliszacharidok találhatók egyes fák mézgájában és algákban. A galaktóz és a glükóz a diszacharid laktóz két monoszacharid alkotórésze. Más olighoszacharidokban is előfordul (például melibióz, raffinóz). Megtalálható egyes agyban és idegsejtekben előforduló lipidekben is (cerebrozidok, gangliozidok).
A laktóz hidrolízisét a laktáz enzim katalizálja, amely β-galaktozidáz. 
Az emberi testben a glükóz galaktózzá alakul az emlőben a tejelválasztás során, amikor az emlőmirigyek laktózt szekretálnak. Innen a neve: galaktosz (γάλακτος) görögül tejet jelent.

## Kémiai tulajdonságai
Hideg vizes oldatból a galaktóz piranózgyűrűs alakjának α-, hideg alkoholos oldatból a β-anomerje kristályosítható ki. Léteznek öttagú furanózgyűrűt tartalmazó származékai is.
A galaktóz redukciójakor egy hatértékű alkohol, dulcit keletkezik. A dulcit hat szénatomos cukoralkohol, hexit. A növényvilágban fordul elő. Szimmetrikus szerkezetű, ezért optikailag inaktív. Optikai inaktivitása miatt mezo-dulcitnak is szokás nevezni.
Az egyensúlyi vizes oldatában előforduló 5 tautomer a következő:
- d-galaktóz (nyílt láncú): 0,02%
- α-d-galaktopiranóz: 30%
- β-d-galaktopiranóz: 64%
- α-d-galaktofuranóz: 2,5%
- β-d-galaktofuranóz: 3,5%